# Nolella gigantea
Nolella gigantea är en mossdjursart som först beskrevs av Busk 1856.  Nolella gigantea ingår i släktet Nolella och familjen Nolellidae. Inga underarter finns listade i Catalogue of Life.